# 张光福
张光福（1909年—1933年），湖北潜江县杨市白窑村人，中国共产党早期人物。

## 生平
张光福早年带着妻子关步成在谢家场、拖船埠一带做生意。在中共沔西区委书记胡幼松介绍下，1926年10月，加入中国共产党，参与组建中共潜江县委，并担任谢家场地下党支部书记。1929年6月，张光福同县委其他成员在潜沔边界地区。1929年11月，中共潜江县委正式成立，张光福增补为副书记。1930年初，他带领游击队、赤卫队配合中国工农红军攻克了潜江城，同年2月，担任潜江县苏维埃政府主席。同年4月，由于胡幼松被害，张光福出任中共潜江县委书记。同年7月，红二军团攻克潜江城，县委和县苏维埃政府由总口、拉场等地移至城关。1932年秋，红军被迫进行战略转移。张光福同潜江县委继续潜伏活动。1933年，国军展开清乡活动，张光富被地主张正文认出后被捕。同年被押往南门外杀害了，时年24岁。